# Harriet Choice
Harriet R. Choice (* 1. Juni 1942 in Chicago; † 12. Juli 2023 ebenda) war eine US-amerikanische Musikjournalistin und Redakteurin.

## Leben und Wirken
Choice, Tochter von LeRoy Leonard und Idylle B Rosenfeld, arbeitete ab 1968 als Jazzkritikerin für die überregionale Zeitung Chicago Tribune, die zuvor noch keinen Jazzkritiker beschäftigt hatte. Sie begann, eine wöchentliche Kolumne mit dem Titel „Jazz by Choice“ zu schreiben, eine von nur einer Handvoll Frauen, die regelmäßig in Publikationen über Jazz schrieben. In späteren Jahren war sie Redakteurin des Feuilleton. Sie war außerdem 1969 Gründungsmitglied des Jazz Institute of Chicago. Des Weiteren produzierte sie Konzerte und versammelte und archivierte Interviews von Zeitzeugen (Oral History). Choice war Anhängerin des traditionellen Jazz und schrieb Liner Notes zu Alben von Art Hodes (Someone to Watch Over Me: Live at Hanratty's) und Jim Beebe's Chicago Jazz Saturday Night Function. Zu ihrem Freundeskreis gehörten Dan Morgenstern und Neil Tesser.
2020 wurde Choice von der Jazz Journalists Association als „Jazz Hero“ für ihre Verdienste um die Förderung des Jazz in Chicago ausgezeichnet.
Choice starb am 12. Juli 2023 im Alter von 81 Jahren in Chicago.